# Зарево (Смоленская область)
За́рево — деревня в Хиславичском районе Смоленской области России.
Население — 208 жителей (2007 год).
Входит в состав Печерского сельского поселения.

## География
Расположена в юго-западной части области в 10 км к юго-востоку от Хиславичей, на берегу реки Березина.

## История
В 1902 году в деревне Зарево была построена Успенская церковь. По утверждению Алексея Лукьянова, жителя деревни Выдрица, церковь была достроена в 1910 году Борисом Александровичем Энгельгардом — последним владельцем усадьбы. В деревне проживало 183 лица мужского пола и 174 женского, а домов было 52. Церковь пострадала во время войны в 1942 г.

## Экономика
Заревский спиртзавод , средняя школа .

## Достопримечательности
- Церковь Успения Пресвятой Богородицы базиликального типа 1902 года постройки.